# Tadjourah (regio)
Tadjourah is een regio in Centraal-Djibouti. Tadjourah is met 7300 vierkante kilometer de tweede grootste regio van het land en had anno 2007 bij benadering 34.000 bewoners. De hoofdstad van de regio is eveneens Tadjourah geheten. In de regio Tadjourah is het Assalmeer gelegen.

## Grenzen
De regio Tadjourah ligt aan twee wateren:
- De Golf van Tadjoura in het zuidoosten.
- De Ghoubet Kharab-baai in het uiterste zuiden.

De regio heeft ook grenzen met twee buurlanden van Djibouti:
- Met de regio Debubawi Keyih Bahri van Eritrea in het noordoosten.
- Met de regio Afar van Ethiopië in het noordwesten.

Tadjourah heeft ten slotte een grens met drie andere regio's:
- Obock in het noordoosten.
- Arta in het uiterste zuiden.
- Dikhil in het zuidwesten.